# VeriChip
 (septembre 2016).
Améliorez-le ou discutez des points à vérifier. 
VeriChip est une marque de puce électronique en forme de grain de riz qui peut être insérée sous la peau des êtres humains (implantation sous anesthésie locale). Le composant comporte un numéro d'identification unique à 16 chiffres qui peut être consulté à distance par un lecteur de données spécifique (propriétaire), et servir de moyen d'identification pour d'autres services.  Elle est produite par la société Applied Digital.

## Histoire
En 2004, la Food and Drug Administration (FDA) approuve l'implantation des puces VeriChip dans le corps humain. La société derrière VeriChip, Applied Digital, se lance dans une grande campagne de communication. L'un des premiers cas d'utilisation commerciale est dans une discothèque de Barcelone où les clients VIP pouvaient s'implanter la puce pour payer facilement leurs consommations dans le bâtiment. La puce a été approuvée pour son utilité dans le milieu médical, mais son CEO Richard Sullivan sous-entend en permanence son application dans de nombreux autres secteurs, dont la sécurité et l'immigration. En 2009, l'entreprise est en difficulté financière, et sa valeur au Nasdaq chute. VeriChip fusionne avec SteelVault (NationalCreditReport.com) pour devenir PositiveID, avec l'ambition de cibler plus spécifiquement le marché du crédit et des paiements sans cartes.
L'un des membres du comité de la FDA ayant approuvé la mise sur le marché de la puce VeriChip, Tommy Thompson, a rejoint le comité de direction de VeriChip en 2005. Il a déclaré son intention de s'implanter la puce, mais ne l'a finalement jamais fait.

## Principes
La puce fonctionne sur un principe d'authentification rapide. Cette puce ne permet (dans l'état actuel) que d'emmagasiner un numéro de série de 16 chiffres unique. D'autres systèmes (médicaux, de sécurité, ...) peuvent ainsi identifier le porteur et percuter son profil avec leurs données.
Cette application est déjà répandue pour le marquage du cheptel bovin, le suivi des baleines pendant leurs déplacements, et plus récemment dans des hôpitaux américains. Dans le cadre de la mise en place de certaines de ces applications, l'entreprise Verichip est associée aux projet de RTLS 2006-2016 (real-time-locating-system) qui vise à suivre informatiquement les RFID, éventuellement même par satellite.
L'expert informatique Katherine Albrecht a remis en question l'efficacité de la puce dans le milieu médical, le manuel d'emploi de Verichip prévenant que la puce peut ne pas fonctionner dans une ambulance ou à proximité d'un IRM ou tout autre scanner à rayons X (perturbation du magnétisme de la puce).

## Controverses

### Vie privée
À la présentation du produit en 2001, Richard Sullivan, PDG de la société Applied Digital, avait déclaré « les bénéfices à en attendre sont plus importants que les inquiétudes concernant la vie privée » en réponse aux inquiétudes liées à la vie privée.
Lors d’un échange entre un journaliste de Libération et Amal Graafstra, auteur de RFID Toys: Cool Projects for Home, Office, and Entertainment, qui répond à la question de savoir si les RFID représentent un quelconque danger pour la vie privée que cette dernière « est bien plus en danger du simple fait d’utiliser un téléphone, d’envoyer un e-mail ou de visiter un site web», autant d’activités «tracées et enregistrées par un grand nombre d’acteurs». Il est évident que les puces RFID posent des questions d’ordre éthiques, du respect de la vie privée et la sécurité des données personnelles.

### Signal ouvert
Basée sur une puce de proximité de fréquence 134 kHz, le VeriChip envoie un signal constant. Ce seul fait entraine que ce signal peut être lu et recréé (procédé dit d'attaque par rejeu). Le numéro de série de 16 chiffres peut donc ainsi être copié.

### Apport par rapport aux solutions déjà existantes
Si les applications animales (des produits similaires au VeriChip) sont relativement bien admises, les applications humaines (VeriChip est un produit qui les cible spécifiquement) font débat :
- L'identification automatique d'une personne par un badge sans contact existe déjà (par exemple pour l'accès à des sites industriels ou militaires), mais peu d'applications imposent vraiment de lier physiquement l'identification au corps de la personne.
- Dans le domaine médical, les informations concernant un patient sont traitées avec un œil critique par les équipes médicales. Par exemple, le groupe sanguin est systématiquement testé plutôt que de faire confiance à une information même donnée par le patient lui-même.
- Une authentification rapide peut être réalisée facilement par d'autres moyens, dont notamment la biométrie.

### Nocivité
Même si quelques inquiétudes ont été exprimées quant aux risques liés à l'introduction d'un corps étranger dans un corps humain, il semble que ce risque reste très faible étant donné l'expérience médicale acquise dans le domaine des greffes, des stimulateurs cardiaques et des prothèses diverses.

## Médiatisation
Plusieurs utilisations de VeriChip ont attiré l'attention des médias, spécialisés ou non :
- Le Dr. Richard Seelig s'est implanté un VeriChip le 16 septembre 2001. Au cœur d'une campagne médiatique, il a affirmé être ainsi devenu le premier cyborg de l'histoire de l'humanité et s'est fait l'avocat bruyant de ce genre de technologie. On a alors fait remarquer que l'absence de connexion entre le VeriChip et le système nerveux ou les muscles interdisait d'employer le terme de cyborg.
- La famille Jacobs[6] s'est fait implanter des VeriChip le 10 mai 2002.